# Delahaye Type 1
La Type 1 era un'autovettura di fascia alta prodotta dal 1895 al 1899 dalla Casa automobilistica francese Delahaye.

## Profilo
La Type 1 fu la prima vettura prodotta dalla Delahaye: si trattava di un'antica break, intesa quindi, non come le attuali, ma come una carrozza senza cavalli e dall'abitacolo assai spazioso rispetto ai parametri dell'epoca.

Montava un motore bicilindrico, situato posteriormente e orizzontale, da ben 2512 cm³ di cilindrata. Tale motore erogava una potenza massima di 7 CV a 525 giri/min.

La trazione era posteriore ed il cambio era manuale a 2 sole marce funzionante selezionando due pulegge di diverso diametro tramite una cinghia, più una puleggia libera per la posizione di folle. La trasmissione finale era a catena.

La velocità massima era di circa 35/40 km/h.

La Type 1 fu prodotta in 375 esemplari fino al 1899.